# Ataxia mucronata
Ataxia mucronata är en skalbaggsart som först beskrevs av Bates 1866.  Ataxia mucronata ingår i släktet Ataxia och familjen långhorningar. Inga underarter finns listade.